# Фалбрух
Фалбрух (њем. Vahlbruch) општина је у њемачкој савезној држави Доња Саксонија. Једно је од 32 општинска средишта округа Холцминден. Према процјени из 2010. у општини је живјело 492 становника. Посједује регионалну шифру (AGS) 3255035.

## Географски и демографски подаци
Фалбрух се налази у савезној држави Доња Саксонија у округу Холцминден. Општина се налази на надморској висини од 276 метара. Површина општине износи 14,2 km². У самом мјесту је, према процјени из 2010. године, живјело 492 становника. Просјечна густина становништва износи 35 становника/km².